# Кызылординский гидроузел

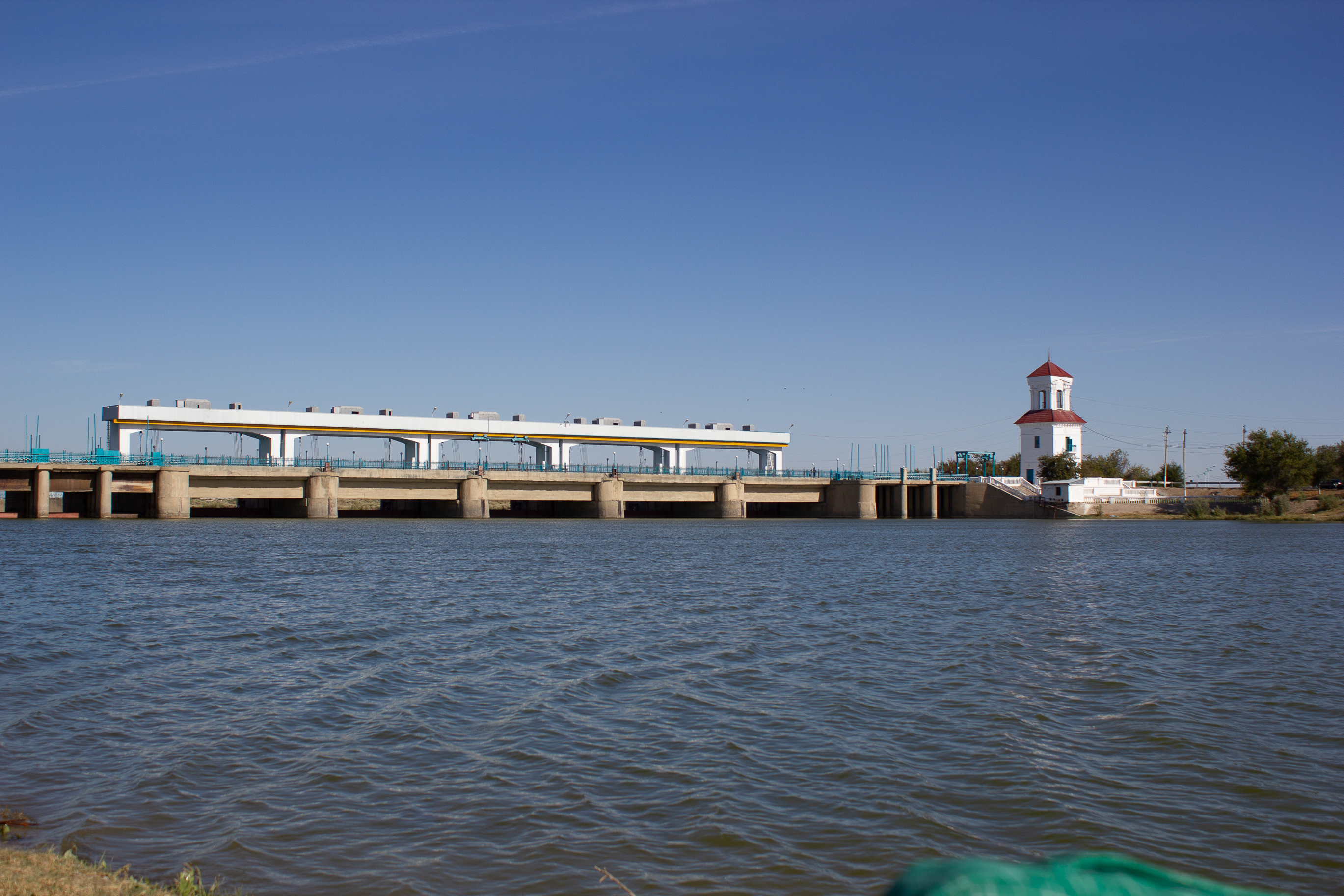

Кызылординский гидроузел на р. Сырдарья в Казахстане состоит из плотины для регулирования водопотока по реке, а также двух каналов: правый канал длиной 80 км берёт начало у плотины (в 12 км от г. Кызылорда), построенной в 1957 году в русле р. Сырдарья, тянется по правой стороне до Кармакшинского района. Пропускная способность 50 м³/с. Орошает около 60 тыс. га посевов риса и кормовых культур. Левый канал длиной 140 км начинается с водоёма, построенного в 1957 году в русле р. Сырдарья. Пропускная способность 60 м³/с. Орошаемые земли превышают 50 тыс. га. Гидроузел продолжает канал Жанадарья (старое южное русло Сырдарьи), длиной ок. 500 км, водой которого орошаются 600—700 тыс. га пастбищ и сенокосных угодий.

## Строительство и ремонт
Строительство плотины было намечено на 1941 год, но из-за Великой Отечественной войны началось по проекту «Средазгипроводхлопок» только в 1945 году и было завершено в 1965 году. Специально для строительства плотины Постановлением СНК СССР в начале 1945 года в Кзыл-Орде было основано управление «Кзылордаплотинстрой» в ведении Наркомата водного хозяйства. Для строительства плотины в степи были построены кирпичный завод, бараки из необожжённого кирпича, гаражи и ремонтно-механические мастерские. В начале 1948 года строителей было более 25 тысяч (включая более 1200 пленных японцев), и Указом Президиума Верховного Совета Казахской ССР рабочий посёлок городского типа был назван Тас-Бугет. Позже был построен бетонный завод мощностью до 40 тысяч м³ в год. За год в основание плотины было залито свыше 22-х тысяч кубометров бетона. 23 июня 1956 года был выполнен спуск воды по новому руслу и Кзыл-Ординскому гидроузлу.
Поскольку с момента ввода в эксплуатацию и до конца 2010-х годов сооружение не ремонтировалось, с 2015 года ввиду ветхоаварийного состояния по плотине гидроузла было запрещено передвижение транспорта; в 2020 году РГП «Казводхоз» разработало проект ремонта, и в октябре 2020 года начался ремонт гидроузла, оцениваемый в общей сложности в 3,2 млрд тенге (7,3 миллиона долларов США на тот момент), в том числе строительно-монтажных работ — 2,6 миллиарда тенге. Разрушение аварийного гидроузла грозило затоплением 38 населённым пунктам.
На базе Кызылординского гидроузла существует музей воды.

## Техническая характеристика

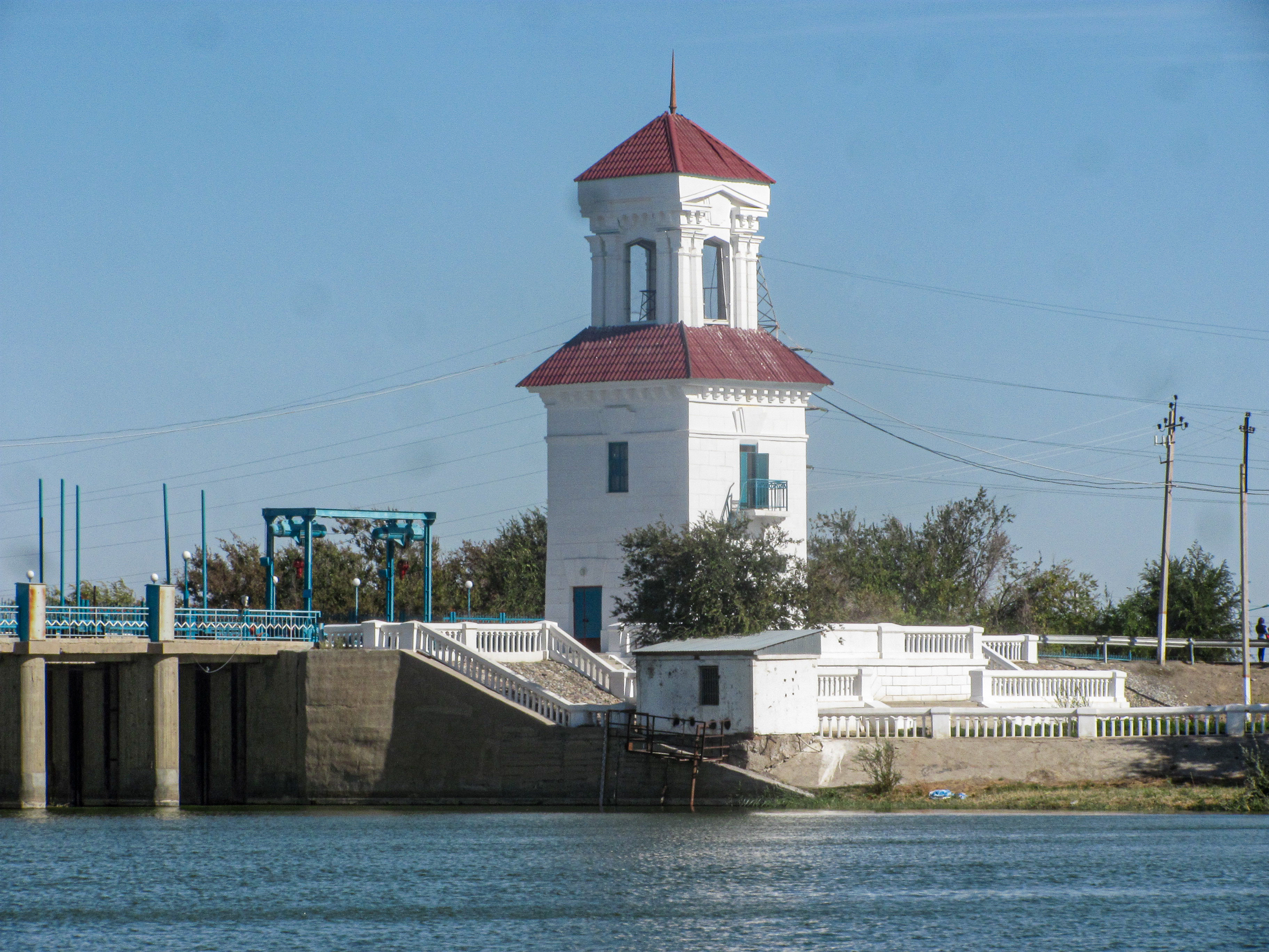

Водоподъёмная плотина доковой конструкции из железобетона установлена на металлических шпунтах, забитых в грунт на глубину 8 метров. 27-метровый водослив-водобой толщиной от 2,5 до 1,5 метра опускается до отметки 119 метров, завершаясь горизонтально идущим отрезком длиной 13 метров и толщиной 1,5 метра. Плотина имеет пять 16-метровых пролётов, перекрываемых затворами и аварийно-ремонтными шандорами (запорами для быстрого перекрытия потока жидкости в канале).
Левобережный регулятор двухъярусный по шесть пролётов в ярусе: верхний ярус служит для забора воды в левобережный магистральный канал, нижний предназначен для отвода ила и песка и сброса воды в нижний бьеф. Общая длина левобережного магистрального канала — 142,4 километра. Расчётный расход — 226 м³/с. Правобережный регулятор аналогичен левобережному, его пропускная мощность — 110 м³/с.